# Amolops gerbillus
Amolops gerbillus е вид земноводно от семейство Водни жаби (Ranidae).

## Разпространение
Видът е разпространен в Индия.